# Dorfkirche Pinnow (Murchin)

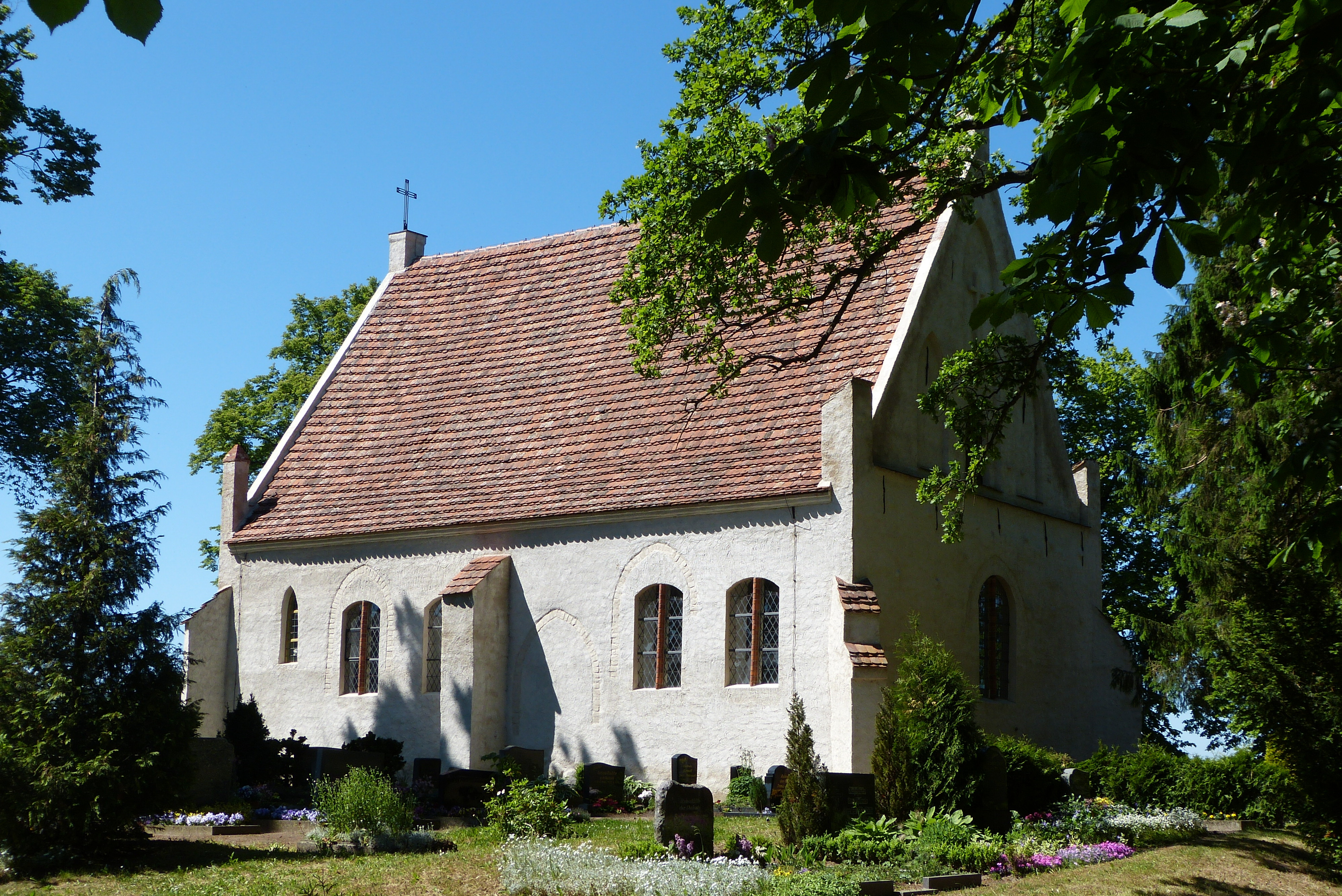
Dorfkirche Pinnow

Die Dorfkirche Pinnow ist ein Kirchengebäude im Ortsteil Pinnow bei Anklam der Gemeinde Murchin im Landkreis Vorpommern-Greifswald. Sie gehört zur Kirchengemeinde Pinnow-Murchin im Pommerschen Evangelischen Kirchenkreis.

## Gebäude

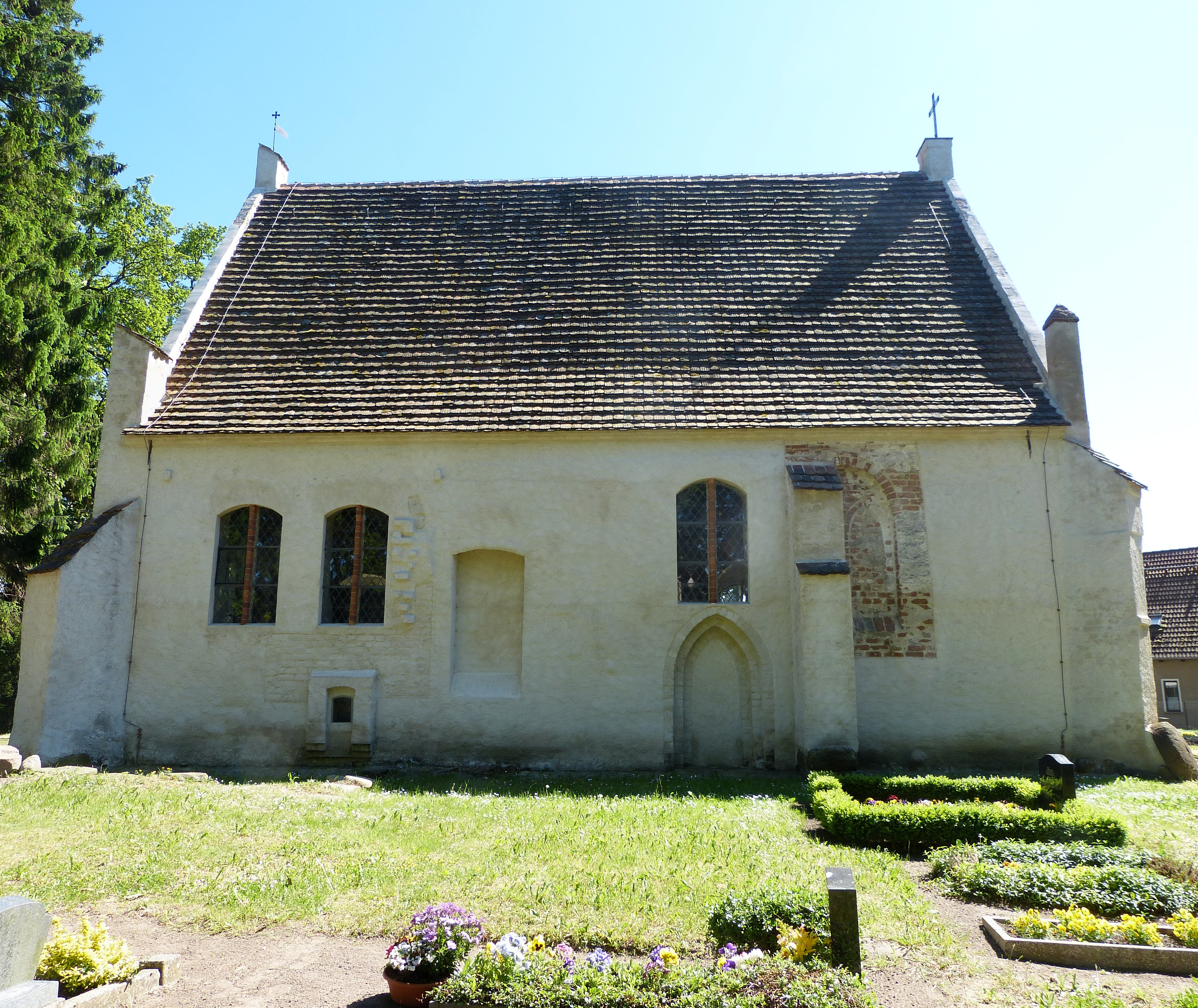
Nordseite: Strebepfeiler vor Resten alter Fenster

Die Kirche ist ein heute teils verputzter, teil geschlämmter Backsteinbau, stellenweise mit Feldstein gemischt, aus der Zeit um 1400 auf rechteckigem Grundriss. An der Nordseite wurde etwas Backsteinmauerwerk mit Resten alter Fenster sichtbar gelassen. Die ungleichmäßigen Strebepfeiler wurden anscheinend später errichtet. Ursprünglich waren sie gedrückt spitzbogig wie ein zugemauertes Fenster auf der Nordseite und das Westportal. Die Giebel sind durch Blenden gegliedert. Die Fenster erhielten bei einem Umbau Segmentbögen. Im Inneren hat der Bau eine flache Balkendecke. Verschiedene Nischen befinden sich in den inneren Wandflächen.

## Ausstattung

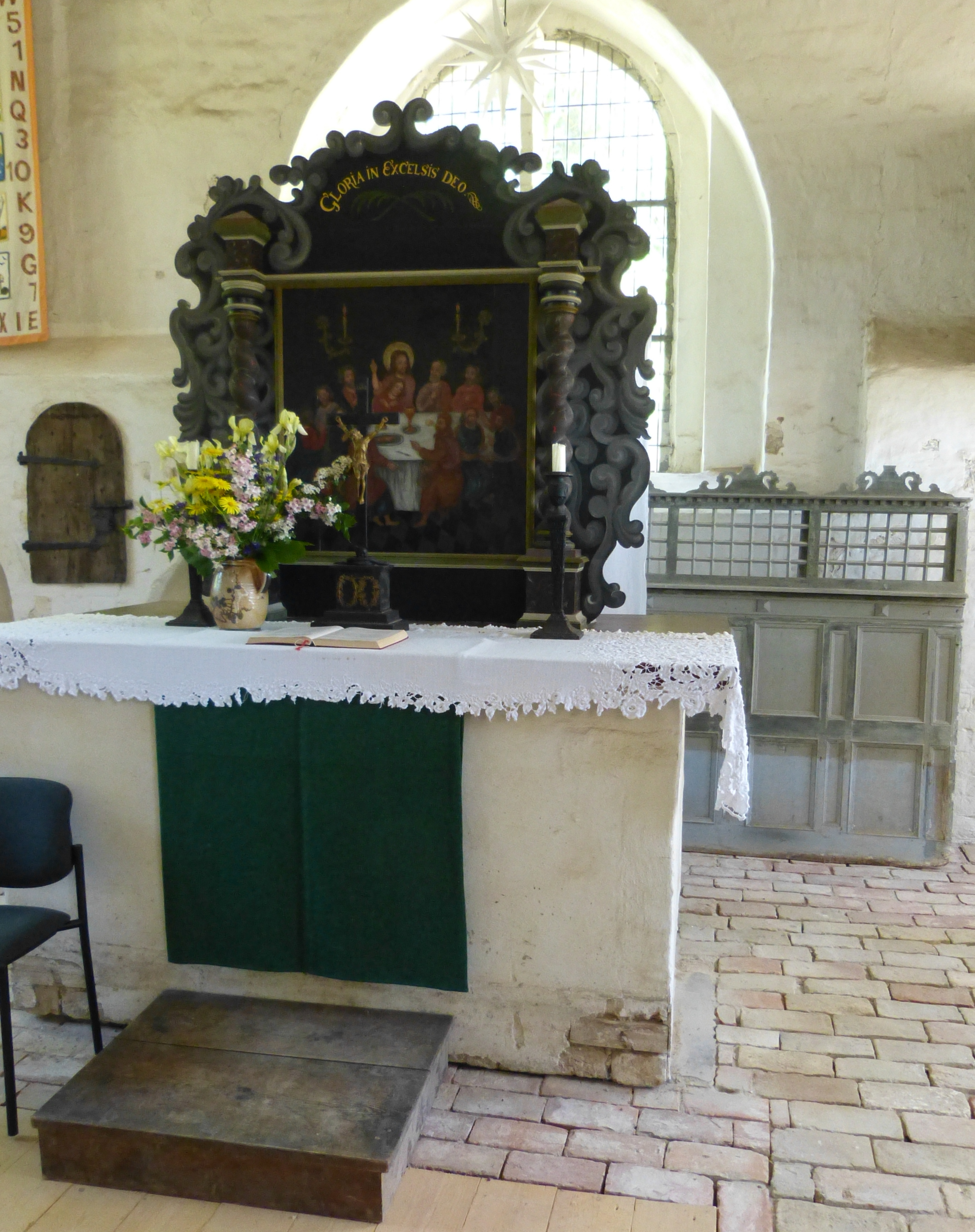
Altar

Bis Ende der 1950er Jahre hatte die Kirche einen mittig angeordneten Kanzelaltar. Von diesem sind noch die Kanzel aus dem 16. oder 17. Jahrhundert mit Abbildungen der Evangelisten und der Altaraufsatz aus dem 17. Jahrhundert erhalten. Letzterer mit einer barocken Darstellung des Abendmahls. Der Altartisch wird auf 1602 datiert.
Die Emporen wurden um 1800 gebaut, der Pastorenstuhl im 18. Jahrhundert. Die Empore an der Südseite war ursprünglich Sitz der Gutsbesitzer des Nachbarorts Lentschow. Bis 1950 befand sich an der Nordseite eine weitere Empore, auf der die Pinnower Gutsbesitzer Platz nahmen.
Bei einer Voruntersuchung für die geplante Restaurierung 1993 wurden insgesamt neun Fassungen von Wandbemalung festgestellt. Aus dem Mittelalter stammen die ältesten Farbreste mit Rankenmalereien und gemalten Steinquadern. An der Ostwand befinden sich Reste einer barocken Vorhangmalerei.

## Grabplatten

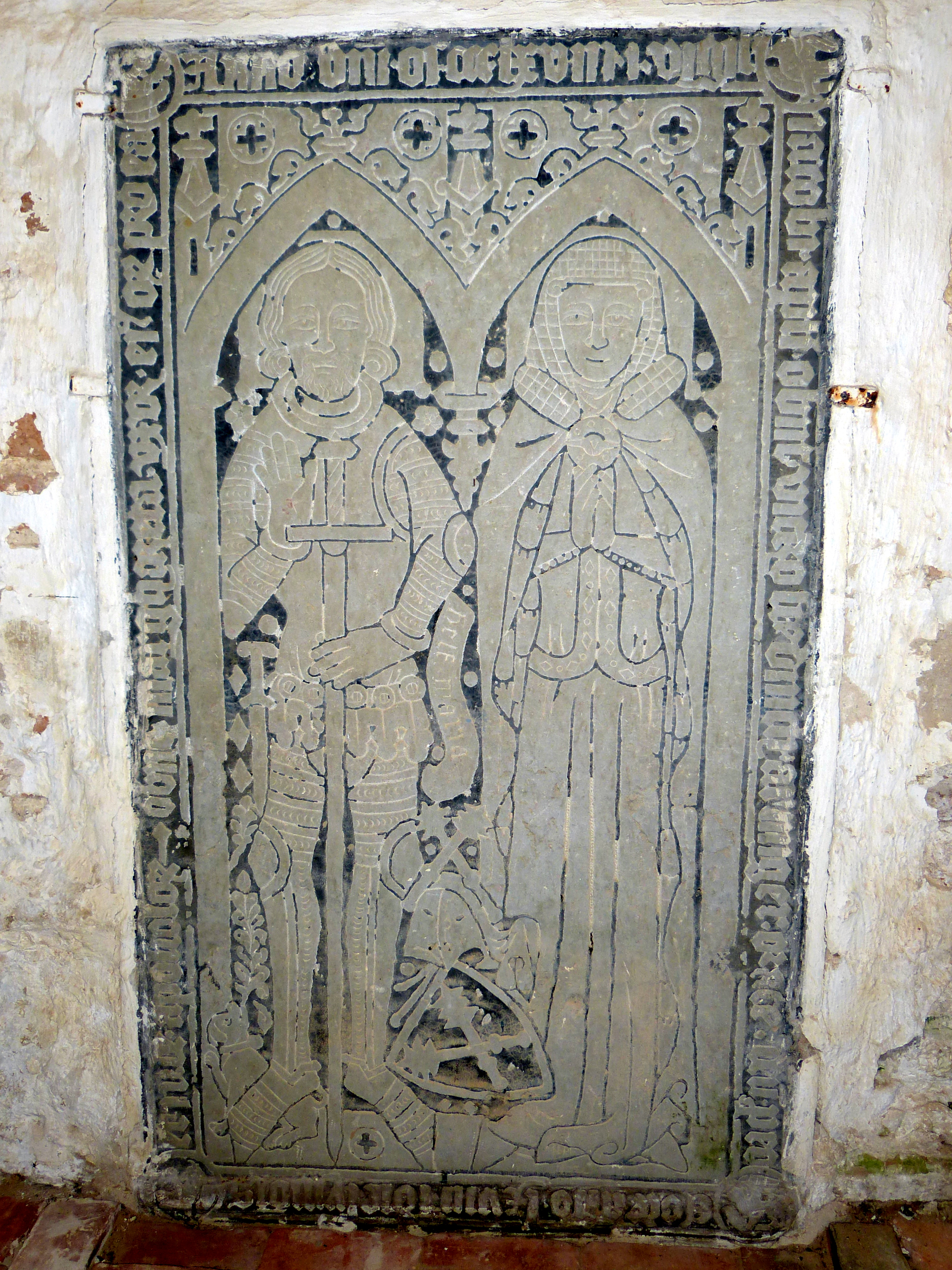
Doppelgrabplatte der Eheleute v. Stedingk (1368)

In der Kirche befinden sich mehrere Grabplatten. Eine Doppelgrabplatte, die an der nördlichen Wand das ehemalige Portal verdeckt, zeigt Vicko von Stedingk († 1368) in Rüstung und dessen Frau Margarethe († 1368) mit langem Gewand und netzartiger Kopfbedeckung.
Im Boden der Kirche eingelassen ist eine Steinplatte zum Gedenken an den früheren Landrentmeister von Pommern-Wolgast und Amtshauptmann des Amtes Stolpe Nicolaus von Klemptzen († 1552), die seine Witwe Magdalena von Bonow 1555 stiftete.
Bruchstücke einer ursprünglich 2,7 Meter hohen und 1,6 Meter breiten Grabplatte eines Ehepaares aus der Familie von Steding von 1415 bilden die Schwelle des Westportals. Die Größe der Platte ist für eine Kirche auf dem Dorf ungewöhnlich. Die Inschriftenstelle der Universität Greifswald fand in den erhaltenen Darstellungsteilen Hinweise auf den Einfluss der Renaissance im Gegensatz zur starren Abbildung auf der Grabplatte von 1368. Eine ähnliche Grabplatte von annähernder Größe befindet sich in der Klosterruine Eldena. Wahrscheinlich stammen beide Grabplatten aus derselben Werkstatt.

## Orgel

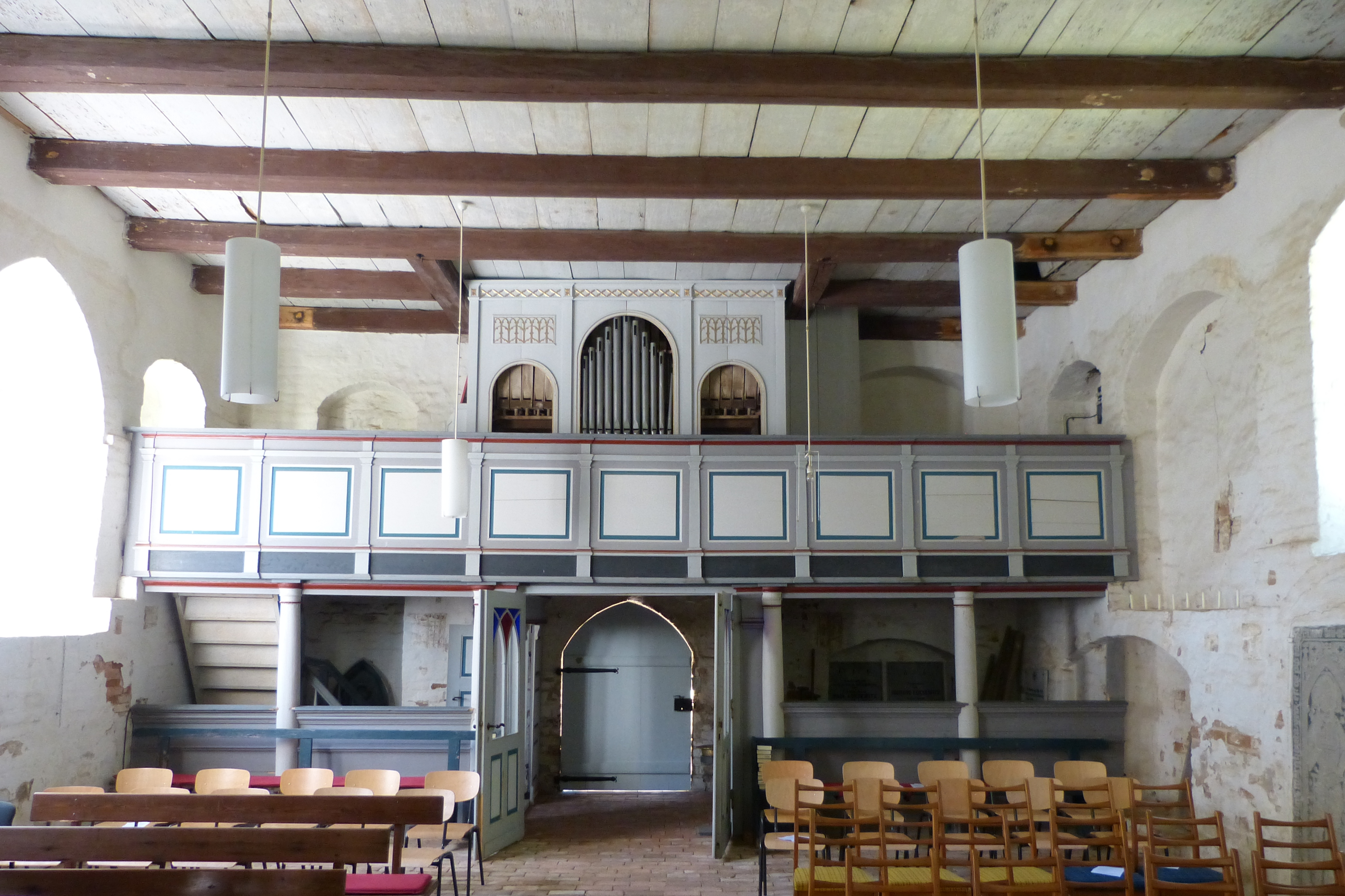
Orgelempore

Die Orgel wurde 1847 in der Werkstatt des Stralsunder Orgelbauers Friedrich Nerlich hergestellt. Die seitenspielige Orgel hat ein Manual (C bis d3), ein angehängtes Pedal und acht Register. Das Instrument wurde im Jahr 2013 von Orgelbauer Arnold (Plau am See) restauriert.

## Geläut
Das Geläut besteht aus einer Glocke von 1533, die sich in einem freistehenden Glockenstuhl westlich der Kirche befindet.